# Prešuštnica (Rembrandt)
Prešuštnica je slika slikarja zlate dobe nizozemskega slikarstva, Rembrandta iz leta 1644, ki jo je leta 1824 kupila Narodna galerija v Londonu kot eno izmed njihovih temeljnih serij slik. V olju na hrastu je njena velikost 83,8 x 65,4 cm.

## Opis
Rembrandt prikazuje epizodo Jezusa in ženske, ki je prešuštvovala in je vzeta iz Janezovega evangelija. Ta odlomek opisuje spopad med Jezusom, pismouki in farizeji glede kazni, ki naj se izreče ženski, ki je kriva prešuštva. Da bi to naredili, so mu nastavili žensko, ki je bila ujeta pri prešuštvu. Nato so mu rekli: »Učitelj, ta ženska je bila ujeta v prešuštvu. Zdaj nam je Mojzes v postavi ukazal, naj takšne kamenjamo. Kaj pravite o njej?« Jezus je odgovoril: »Kdor je med vami brez greha, naj najprej vrže kamen vanjo«. (Jn 8,3-7).
Rembrandt je Jezusa naslikal višjega od ostalih figur in močneje osvetljenega. Nasprotno pa so Judje 'v temi' in so videti nižji. Simbolično je, da višina Jezusa predstavlja njegovo moralno premoč nad tistimi, ki so ga poskušali pretentati.

## Analiza tehnike
Čeprav je datirano v leto 1644, je njegovo delo bolj značilno za njegove produkcije 1630-ih in sicer po podrobnostih, barvi, kakovosti svetlobe in majhnosti figur v primerjavi z velikostjo dela.
Ta slika je dober primer Rembrandtovega obvladovanja barv, tako da utišane barve poudari z dotiki jasnosti; na primer opazimo dolgočasne barve zlatega prestola in oltarja v primerjavi z jasnostjo osrednjih figur: Kristusa in prešuštnice.
Sliko so raziskali znanstveniki Narodne galerije London. Rembrandt je uporabljal svoje običajno omejeno število pigmentov, kot so oker, cinober rdeča, karmin, svinčeno bela, svinčeno-kositrno-rumena in kostno črna.